# Adolf von Altena
Adolf von Altena (* um 1157; † 15. April 1220 in Neuss) war als Adolf I. von 1193 bis 1205 sowie von 1212 bis 1216 Erzbischof von Köln.

## Leben
Adolf wurde um 1157 als zweiter Sohn des Grafen Eberhard von Berg-Altena aus dem ersten bergischen Grafengeschlecht Berg und dessen Frau Adelheid von Arnsberg geboren.
Um 1177 wurde er Domherr in Köln. Im Jahr 1183 wurde er Domdechant, 1191 Dompropst und 1193 nach Abdankung seines Onkels Bruno III. von Berg Erzbischof von Köln. Die Bischofsweihe spendete ihm im März 1194 Hermann II. von Katzenelnbogen, Fürstbischof von Münster.
1194 sorgte er für die Freilassung von König Richard I. von England, den er kurz darauf (Anfang Februar 1194) feierlich in Köln empfing. Er war ein erklärter Gegner der Erbreichspläne von Kaiser Heinrich VI. und lehnte Weihnachten 1195 den Wunsch Heinrichs VI. nach der Wahl seines einjährigen Sohnes Friedrich zum König ab. Seinen Widerstand gab er im August 1197 durch die Nachkur des zwischenzeitlich von den anderen Kurfürsten Gewählten in Boppard auf. Nach dem Tod Heinrichs VI. erklärte Adolf die Königswahl jedoch für nichtig, da Friedrich angeblich nicht getauft sei und der Kaiser die Fürsten unter Druck gesetzt habe.
Im darauf folgenden Thronstreit zwischen Staufern und Welfen krönte er am 12. Juli 1198 den Welfen Otto von Braunschweig in Aachen zum deutschen König. Wenig später bestätigte Papst Innozenz III., der ein Interesse daran hatte, die Staufer zu schwächen und damit deren Macht (insbesondere in Italien) zu brechen, die Wahl Ottos. Das Auftreten Ottos führte schon bald zu einer Distanzierung, so dass Adolf im Laufe des Jahres 1204 Verbindungen zu Philipp von Schwaben aufnahm. Verschiedene politische Zusicherungen und eine wohl nicht unerhebliche Geldsumme taten dann das Übrige. Der Erzbischof wechselte die Seiten und krönte am 6. Januar 1205 auch den um die Königswürde konkurrierenden Staufer Philipp von Schwaben zum deutschen König, der im Jahre 1198 lediglich im Mainzer Dom, dafür aber mit den echten Reichsinsignien (vor allem der echten Reichskrone), gekrönt worden war.
Der Papst, der sich die Königsfrage selbst vorbehalten hatte, war von dem Gerücht des Seitenwechsels irritiert und bat Adolf selbst um einen Bericht. Da Adolf sein gerade mühsam erkämpftes Recht der ausschlaggebenden Stimme bei der Königswahl nicht einer päpstlichen Präsentation opfern wollte, reagierte er nicht auf die päpstliche Anfrage. Damit überschätzte er jedoch seine Bedeutung bei weitem.
Am 19. Juni 1205 wurde er hierfür von Papst Innozenz III. mit dem Bann belegt und für abgesetzt erklärt. Bereits im Juli schritt man in Köln zur Neuwahl eines Erzbischofs. Da man im Rheinland aber durchaus noch in staufischer Linie stand, konnte sich sein Nachfolger kaum gegen ihn durchsetzen, so dass es im Erzbistum Köln zu einem Schisma kam.
Im Jahre 1207 befand sich Adolf von Altena in Rom, wo er gegen seinen Nachfolger prozessierte und um seine Wiedereinsetzung als Erzbischof kämpfte – ohne Erfolg. Erst die Ermordung Philipps von Schwaben (21. Juni 1208) und die damit veränderte politische Lage führten zu einer Unterwerfung unter den Papst und eine Anerkennung seines Nachfolgers für sich und seine Anhänger, wofür er jedoch eine Jahresrente von 250 Mark erhielt.
Der Zufall spülte Adolf noch einmal an die Spitze der Erzdiözese, als Dietrich I. von Hengebach durch den päpstlichen Legaten abgesetzt und er im März 1212 mit der Leitung der Diözese beauftragt wurde. Hielt er dies anfänglich auch für eine Wiedereinsetzung, so wurde ihm jedoch schon bald klar, dass es sich lediglich um eine provisorische Leitung handelte. Faktisch befand sich das Erzbistum jedoch erneut im Schisma, zumal sich Adolf nun mit Dietrich von Hengebach vor dem Papst um die Wiedereinsetzung stritt. Das Urteil fiel 1216 und in Köln kam es wiederum zur Bischofswahl. Der neue Erzbischof wurde sein Nachfolger als Dompropst, Engelbert von Berg. Er war einer seiner Verwandten und hatte ihn in der Zeit des Schismas stets unterstützt, auch indem er Güter des Domkapitels in seine Hand gebracht hatte.
Bis zu seinem Tod, im Jahre 1220, war Adolf immer wieder als Weihbischof im Erzbistum Köln tätig.